# ぐるぐる
「ぐるぐる」は、riyaの作詞、菊地創の作曲・編曲によるeufoniusの曲である。2003年10月11日に発売された自主制作アルバム『eufonius』に収録され、2004年5月2日に自主制作シングルも発売された。いずれも音系同人即売会「M3」にて発売された。
のちに、2006年4月から7月まで放送されたテレビアニメ『ひまわりっ!』で「ぐるぐる〜Himawari version〜」がエンディング主題歌として使用された。オリジナル・バージョンより曲のテンポを上げているほか、歌詞も一部変更している。こちらのシングルは、白石涼子による同アニメのオープニング主題歌「太陽のかけら」との両A面シングル「太陽のかけら/ぐるぐる〜Himawari version〜」として、2006年5月10日にキングレコードから発売された。また、同年5月24日に同じくキングレコードから発売されたメジャーデビュー・アルバム『スバラシキセカイ』にも収録された。なお、「太陽のかけら」は白石単独のシングル（白石の他の曲とカップリング）としても同年4月26日に先行して発売されている。

## シングル「ぐるぐる」収録曲
1. ぐるぐる
2. ホシワタリ
3. はばたく未来
4. ぐるぐる（without riya）

## シングル「太陽のかけら/ぐるぐる〜Himawari version〜」収録曲
1. 太陽のかけら
作詞：及川眠子、作曲：平川達也、編曲：伊藤心太郎
歌：白石涼子
2. ぐるぐる〜Himawari version〜
作詞：riya / 作曲・編曲：菊地創
歌：eufonius
3. 太陽のかけら（off vocal ver.）
4. ぐるぐる〜Himawari version〜（off vocal ver.）